# Żanęcin
Żanęcin – wieś w Polsce położona w województwie mazowieckim, w powiecie otwockim, w gminie Wiązowna.
| SIMC    | Nazwa  | Rodzaj    |
| ------- | ------ | --------- |
| 1057835 | Piaski | część wsi |

Wieś jest sołectwem w gminie Wiązowna.
W latach 1975–1998 miejscowość administracyjnie należała do województwa warszawskiego.
Wierni Kościoła rzymskokatolickiego należą do parafii św. Wojciecha Biskupa i Męczennika w Wiązownie.